# الدوري المكسيكي الممتاز 1954-55
الدوري المكسيكي الممتاز 1954-55 (بالإسبانية: Primera División de México 1954-55)‏ هو الموسم 12 من الدوري المكسيكي الممتاز. أقيم خلال الفترة 21 أغسطس 1954 وحتى 23 يناير 1955، وأشرف على تنظيمه اتحاد المكسيك لكرة القدم، وكان عدد الأندية المشاركة فيه 12، وفاز فيه زاكاتيبيك.